# Todi Jónsson
Todi Adam Jónsson (ur. 2 lutego 1972 w Vejle w Danii) – farerski piłkarz, występujący na pozycji napastnika. Był zawodnikiem KÍ Klaksvík, B36 Tórshavn, Lyngby BK, FC København, IK Start oraz Fremad Amager. Po zakończeniu kariery zawodniczej trener piłkarski.

## Kariera reprezentacyjna
Todi Jónsson rozegrał swój pierwszy mecz w reprezentacji w 1991 roku. Rozegrał w niej 45 meczów i zdobył 9 bramek, co przez dłuższy czas było rekordem reprezentacyjnym. Pierwszego gola strzelił 15 lipca 1991 roku w towarzyskim meczu z Turcją, zremisowanym 1:1. Zakończył karierę reprezentacyjną w 2005 roku.

## Kariera trenerska
W styczniu 2022 roku Jónsson został trenerem NSÍ Runavík. Latem 2022 roku objął funkcję trenera w duńskim Frederikssund IK, grającym w Danmarksserien. Rok później odszedł z zespołu.